# Taxiphyllum whittierianum
Taxiphyllum whittierianum är en bladmossart som beskrevs av H. A. Miller och D. R. Smith 1968 [1969. Taxiphyllum whittierianum ingår i släktet Taxiphyllum och familjen Hypnaceae. Inga underarter finns listade i Catalogue of Life.